# La mia coccinella
La mia coccinella è un singolo del gruppo rap italiano Sottotono, pubblicato nel 1994 dall'etichetta Vox Pop.

## Descrizione
La canzone - prodotta da Manuel Agnelli - è una romantica ballata hip hop, rappata da Tormento e dedicata ad una ragazza, da lui chiamata appunto "coccinella". La base della canzone, ad opera di Fish, utilizza un campionamento del brano Cause I Want You Back Again del gruppo musicale R'n'B statunitense The O'Jays.
Il brano ottiene un ottimo successo, in particolar modo grazie al suo utilizzo all'interno della pubblicità televisiva della crema depilatoria Lycia, precisamente i versi "Qualche volta litighiamo ma il problema non è quello/l'amore non è bello se non è litigarello", facendo diventare in pochissimo tempo il brano un vero e proprio tormentone e contribuendo a lanciare la carriera dei Sottotono. Parte del successo della canzone è dovuto anche ai passaggi del brano su Radio Deejay, in particolar modo nella trasmissione Venerdirappa, poi diventata One Two One Two.

## Tracce
CD, 12"
1. La mia coccinella (Versione LP) – 5:43
2. La mia coccinella (Radiolietofine) – 3:25
3. Ciaomiaobau (Versione LP) – 4:09
4. Ciaomiaobau (Notte Booya) – 4:09